# کیهان: ادیسه‌ای فضازمانی
کیهان: ادیسه‌ای فضازمانی (به انگلیسی: Cosmos: A Spacetime Odyssey) یک مستند علمی سریالی، محصول ۲۰۱۴ آمریکا می‌باشد که ادامه‌ای بر سری قبلی آن در سال ۱۹۸۰ به نام گیتی: یک سفر شخصی است که توسط کارل ساگان اجرا می‌شد. این مستند توسط اخترفیزیکدان آمریکایی، نیل دگراس تایسون ارائه می‌شود، که به عنوان دانشجوی جوانی از کارل ساگان الهام گرفت. سری سوم آن با عنوان کیهان: دنیاهای ممکن در سال ۲۰۲۰ منتشر شد.

## مجری
مستند کیهان توسط اخترشناس و فیزیکدان نیل دگرس تایسون مجری‌گری می‌شود.

## قسمت‌ها
مستند کیهان در ۱۳ قسمت تهیه شده‌است.
| قسمت | نام قسمت                            |
| ---- | ----------------------------------- |
| ۱    | وسعت عالم، اقامت در راه شیری        |
| ۲    | بررسی تکامل و داستان حیات در کائنات |
| ۳    | توفق دانش بر ترس                    |
| ۴    | آسمانی آکنده از شبح                 |
| ۵    | مخفی شدن در نور                     |
| ۶    | عمیق، عمیق، عمیق‌تر                  |
| ۷    | اتاق فوق پاک                        |
| ۸    | خواهران خورشید                      |
| ۹    | جهان گمشده " بهشت سیارات "          |
| ۱۰   | پسر برق                             |
| ۱۱   | فناناپذیران                         |
| ۱۲   | مجموعه جهان آزاد                    |
| ۱۳   | از تاریکی نترس                      |

## پخش در ایران
این مجموعه در نوروز ۱۳۹۹ از شبکهٔ ۴ صدا و سیمای جمهوری اسلامی ایران دوبله و پخش شد.